# Карл Вейпрехт
Карл Вейпрехт (Carl Weyprecht) (8 вересня 1838, Дармштадт — 29 березня 1881, Міхельштадт) — австрійський морський офіцер і геофізик, дослідник Арктики.
У 1856 році поступив на службу в австрійський флот. У 1871 році разом з Юліусом Пайєром здійснив експедицію на Шпіцберген і Нову Землю. У 1872–1874 рр.. брав участь у великій австро-угорській полярній експедиції на парусно-паровій шхуні «Адмірал Тегетгоф» (нім. Admiral Tegetthoff) і відкрив острови Земля Франца-Йосифа.
Друкувався в журналі Августа Петермана «Mitheilungen» та інших журналах, написав: «Die Metamorphosen des Polareises» (Відень, 1870); «Astronom. und geodäsische Bestimmungen der österr.-ungar. arktischen Expedition» (Відень, 1877); «Die Nordlichtbeobachtungen der österr.-ungar. arktischen Expedition» (Відень, 1878); «Praktische Anleitung zur Beobachtung der Polarlichter und der magnetischen Erscheinungen in hohen Breiten» (1881).
На зборах німецьких природознавців у 1875 році виклав свій план заміни полярних експедицій систематичними дослідженнями полярних країн, для чого пропонував заснувати в цих країнах постійні міжнародні спостережні станції: «Необхідно оточити північну полярну область кільцем станцій, на яких проводилися б одночасні, протягом одного року, за допомогою однакових приладів і однакових методів, різні спостереження. Облаштування хоча б декількох наукових станцій також і в Антарктиці значно підвищило б цінність результатів цієї роботи». У 1872 році ідеї Вейпрехта були підтримані створенням Міжнародної метеорологічної організації (ММО). Другий міжнародний метеорологічний конгрес (Рим, 1879), рекомендував урядам країн-учасниць ММО прийняти план Вейпрехта до реалізації. У тому ж році була заснована Міжнародна полярна комісія (МПК). Метою МПК була організація дослідницької програми, що отримала назву «Міжнародного полярного року».
Помер від туберкульозу.